# Aubermesnil-aux-Érables
Aubermesnil-aux-Érables és un municipi francès situat al departament del Sena Marítim i a la regió de Normandia. L'any 2007 tenia 224 habitants.

## Demografia

### Població
El 2007 la població de fet d'Aubermesnil-aux-Érables era de 224 persones. Hi havia 93 famílies de les quals 22 eren unipersonals (9 homes vivint sols i 13 dones vivint soles), 31 parelles sense fills i 40 parelles amb fills.
La població ha evolucionat segons el següent gràfic:
Habitants censats

### Habitatges
El 2007 hi havia 101 habitatges, 89 eren l'habitatge principal de la família, 9 eren segones residències i 3 estaven desocupats. Tots els 101 habitatges eren cases. Dels 89 habitatges principals, 78 estaven ocupats pels seus propietaris, 9 estaven llogats i ocupats pels llogaters i 2 estaven cedits a títol gratuït; 4 tenien dues cambres, 14 en tenien tres, 34 en tenien quatre i 36 en tenien cinc o més. 84 habitatges disposaven pel capbaix d'una plaça de pàrquing. A 29 habitatges hi havia un automòbil i a 52 n'hi havia dos o més.

### Piràmide de població
La piràmide de població per edats i sexe el 2009 era:
| Homes | Edats   | Dones |
| ----- | ------- | ----- |
| 0     | 95 o +  | 0     |
| 0     | 90 a 94 | 0     |
| 0     | 85 a 89 | 4     |
| 0     | 80 a 84 | 0     |
| 8     | 75 a 79 | 8     |
| 0     | 70 a 74 | 8     |
| 8     | 65 a 69 | 4     |
| 8     | 60 a 64 | 8     |
| 4     | 55 a 59 | 8     |
| 8     | 50 a 54 | 8     |
| 4     | 45 a 49 | 4     |
| 16    | 40 a 44 | 8     |
| 8     | 35 a 39 | 16    |
| 8     | 30 a 34 | 4     |
| 8     | 25 a 29 | 0     |
| 0     | 20 a 24 | 4     |
| 4     | 15 a 19 | 4     |
| 12    | 10 a 14 | 16    |
| 8     | 5 a 9   | 12    |
| 4     | 0 a 4   | 4     |

## Economia
El 2007 la població en edat de treballar era de 147 persones, 100 eren actives i 47 eren inactives. De les 100 persones actives 92 estaven ocupades (57 homes i 35 dones) i 8 estaven aturades (2 homes i 6 dones). De les 47 persones inactives 15 estaven jubilades, 12 estaven estudiant i 20 estaven classificades com a «altres inactius».

### Ingressos
El 2009 a Aubermesnil-aux-Érables hi havia 83 unitats fiscals que integraven 207 persones, la mediana anual d'ingressos fiscals per persona era de 15.772 €.

### Activitats econòmiques
Dels 7 establiments que hi havia el 2007, 6 eren d'empreses de construcció i 1 d'una empresa de transport.
Dels 6 establiments de servei als particulars que hi havia el 2009, 2 eren paletes, 2 guixaires pintors, 1 fusteria i 1 electricista.
L'any 2000 a Aubermesnil-aux-Érables hi havia 13 explotacions agrícoles que ocupaven un total de 170 hectàrees.

## Equipaments sanitaris i escolars
El 2009 hi havia una escola elemental integrada dins d'un grup escolar amb les comunes properes formant una escola dispersa.

## Poblacions més properes
El següent diagrama mostra les poblacions més properes.